# Campionat britànic de trial 1967
La temporada de 1967 del Campionat britànic de trial fou la 18a edició d'aquest campionat, organitzat per l'ACU.

## Classificació final
| Posició | Pilot         | Motocicleta | Punts |
| ------- | ------------- | ----------- | ----- |
| 1       | Sammy Miller  | Bultaco     | ?     |
| 2       | Gordon Farley | Triumph     | ?     |
| 3       | Scott Ellis   | BSA         | ?     |
| 4       | Derek Adsett  | Greeves     | ?     |
| 5       | Dave Rowland  | BSA         | ?     |
| 6       | Mick Andrews  | OSSA        | ?     |
| 7       | ?             | ?           | ?     |
| 8       | ?             | ?           | ?     |
| 9       | ?             | ?           | ?     |
| 10      | ?             | ?           | ?     |